# فومیاکی آوشیما
فومیاکی آوشیما (انگلیسی: Fumiaki Aoshima؛ زادهٔ ۱۲ ژوئیهٔ ۱۹۶۸) بازیکن فوتبال اهل ژاپن است.
از باشگاه‌هایی که در آن بازی کرده‌است می‌توان به باشگاه فوتبال شیمیزو اس-پالس، باشگاه فوتبال ساگان توسو، و باشگاه فوتبال جوبیلو ایواتا اشاره کرد.